# Akwa Ibom
Akwa Ibom is een Nigeriaanse staat. De hoofdstad is Uyo, de staat heeft 4.918.234 inwoners (2007) en een oppervlakte van 7081 km².

## Geografie
De staat is gelegen in de delta van de Niger, in het zuidoosten van Nigeria.

## Lokale bestuurseenheden
De staat is verdeeld in 31 lokale bestuurseenheden (Local Government Areas of LGA's).
Dit zijn:
| - Abak - Eastern-Obolo - Eket - Esit-Eket - Essien-Udim - Etim-Ekpo - Etinan - Ibeno - Ibesikpo-Asutan - Ibiono-Ibom - Ika - Ikono - Ikot Abasi - Ikot Ekpene - Ini - Itu |  | - Mbo - Mkpat-Enin - Nsit-Atai - Nsit-Ibom - Nsit-Ubium - Obot-Akara - Okobo - Onna - Oron - Oruk-Anam - Udung-Uko - Ukanafun - Uruan - Urue-Offong/Oruko - Uyo |

Abia · Adamawa · Akwa Ibom · Anambra · Bauchi · Bayelsa · Benue · Borno · Cross River · Delta · Ebonyi · Edo · Ekiti · Enugu · Gombe · Imo · Jigawa · Kaduna · Kano · Katsina · Kebbi · Kogi · Kwara · Lagos · Nassarawa · Niger · Ogun · Ondo · Osun · Oyo · Plateau · Rivers · Sokoto · Taraba · Yobe · Zamfara
Federaal district: Federal Capital Territory